# 船舶污染
船舶污染源可分為油類與非油類之兩大污染源。
非油類污染源：
船舶生活污水、有毒液體物質、船舶垃圾、來自船舶空氣污染……等等。
造成船舶油污染的原因可分為 :
意外性的排洩：發生的原因乃因船舶發生碰撞、擱淺、爆炸等意外。事故致所載運之貨油、船舶燃油、有毒及含腐蝕性物質洩漏海洋所造成。
操作性之排洩 ：油輪在海上運輸量大，即使不發生事故在其正常航行中常因油輪洗艙作業中將洗艙水排入海中造成污染；又例如船舶進行裝卸油作業時發生漏油而污染海洋。